# Château de Houetteville
 (avril 2024).
La mise en forme du texte ne suit pas les recommandations de Wikipédia : il faut le « wikifier ».
Les points d'amélioration suivants sont les cas les plus fréquents. Le détail des points à revoir est peut-être précisé sur la page de discussion.
- Les titres sont pré-formatés par le logiciel. Ils ne sont ni en capitales, ni en gras.
- Le texte ne doit pas être écrit en capitales (les noms de famille non plus), ni en gras, ni en italique, ni en « petit »…
- Le gras n'est utilisé que pour surligner le titre de l'article dans l'introduction, une seule fois.
- L'italique est rarement utilisé : mots en langue étrangère, titres d'œuvres, noms de bateaux, etc.
- Les citations ne sont pas en italique mais en corps de texte normal. Elles sont entourées par des guillemets français : « et ».
- Les listes à puces sont à éviter, des paragraphes rédigés étant largement préférés. Les tableaux sont à réserver à la présentation de données structurées (résultats, etc.).
- Les appels de note de bas de page (petits chiffres en exposant, introduits par l'outil «  Source ») sont à placer entre la fin de phrase et le point final[comme ça].
- Les liens internes (vers d'autres articles de Wikipédia) sont à choisir avec parcimonie. Créez des liens vers des articles approfondissant le sujet. Les termes génériques sans rapport avec le sujet sont à éviter, ainsi que les répétitions de liens vers un même terme.
- Les liens externes sont à placer uniquement dans une section « Liens externes », à la fin de l'article. Ces liens sont à choisir avec parcimonie suivant les règles définies. Si un lien sert de source à l'article, son insertion dans le texte est à faire par les notes de bas de page.
- La présentation des références doit suivre les conventions bibliographiques. Il est recommandé d'utiliser les modèles {{Ouvrage}}, {{Chapitre}}, {{Article}}, {{Lien web}} et/ou {{Bibliographie}}. Le mode d'édition visuel peut mettre en forme automatiquement les références.
- Insérer une infobox (cadre d'informations à droite) n'est pas obligatoire pour parachever la mise en page.

Pour une aide détaillée, merci de consulter Aide:Wikification.
Si vous pensez que ces points ont été résolus, vous pouvez retirer ce bandeau et améliorer la mise en forme d'un autre article.
Pour les articles homonymes, voir Houetteville.
Le château de Houetteville est un édifice situé dans la commune de Houetteville, dans le département de l'Eure en Normandie, France. 
Château reconstruit en 1935 autour d'un château précédent datant de fin du XVIIIe siècle, sur des bases médiévales.

## Histoire
Le château de Houetteville a été construit au XVIIIe siècle, à l'époque de l'architecture néo-classique en France. Il a été érigé sur les fondations d'une ancienne forteresse médiévale datant du Moyen Âge.
Au fil des siècles, le château a connu plusieurs propriétaires et a été le témoin de nombreux événements historiques. Il a été restauré et rénové à plusieurs reprises, préservant ainsi son caractère historique tout en s'adaptant aux besoins modernes.

### Le château au Moyen Âge
Il est fait mention d’une famille de Houetteville dès le XIIIe siècle. Houetteville est alors un fief relevant du comté d’Évreux. C’est de cette époque que datent les caves, un escalier, et surtout une ancienne chapelle souterraine, présentant une croix templière en cubes de silex incrustés dans un mur en craie. Le mur qui sert maintenant de retenue à la terrasse serait le mur du premier château construit à cet emplacement.
D’après Madame Saint-Laurent, Maire de Houetteville, l’entrée des souterrains, fermée par Madame Chiche, serait au bout de ce mur, au niveau de la poterne. Un souterrain irait jusqu’à l’église d’Hondouville, un autre jusqu’au lieu-dit « le Cœur des Bois ».
La disposition des lieux, les tours et les fossés en faisaient une forteresse inaccessible et imprenable.
Au début du XIIIe siècle, les seigneurs de Houetteville entretenaient des relations étroites avec les Templiers de la Commanderie de Renneville.
Guillaume de Houetteville est cité comme témoin de plusieurs chartes, et Richard de Houetteville, qui en 1222 confirme un don fait aux Templiers de Renneville d’un fief ayant appartenu à son père et se composant d’une terre sise devant Platemare.
- 1270-1316 : Jean de Houetteville, Chevalier.
- 1339-1363 : Guillaume de Houetteville, chevalier.
- 1380-1390 : Agnès de Houetteville, sa fille, épouse de Richard du Mesnil au Vicomte & Jehanne de Houetteville, épouse de Jehan de Pommereuil Seigneur de Moulin-Chapel[1] (voir Légende de La Mésange[2])
- 1397-1418 : Bertrand du Mesnil, écuyer, qui perdit ses fiefs durant la Guerre de Cent Ans.
- 1418 : Le château de Houetteville, confisqué, est donné à un chevalier anglais : David Elie.
- 1449 : Guillemette du Mesnil, fille de Bertrand, épouse de Guillaume de Mailloc, auquel elle apporte Houetteville, Emalleville, le Boulay-Morin et le Mesnil-Vicomte.
- 1469 : Pierre de Mailloc, son fils, écuyer. En 1469, il est au service du roi Louis XI.
- 1483-1500 : Nicolas de Mailloc, son fils, mort sans postérité.
- 1504-1513 : Guillaume Garin, son cousin, écuyer et prêtre.
- 1519 : Jean de Tessey.
- 1524-1541 : Catherine Antoinette de Tessey, épouse de Jean d’Oinville, écuyer, Seigneur de Saint-Simon en Beauce, châtelain du Puiset et Seigneur de Saineville.

### Le château auXVIesiècle

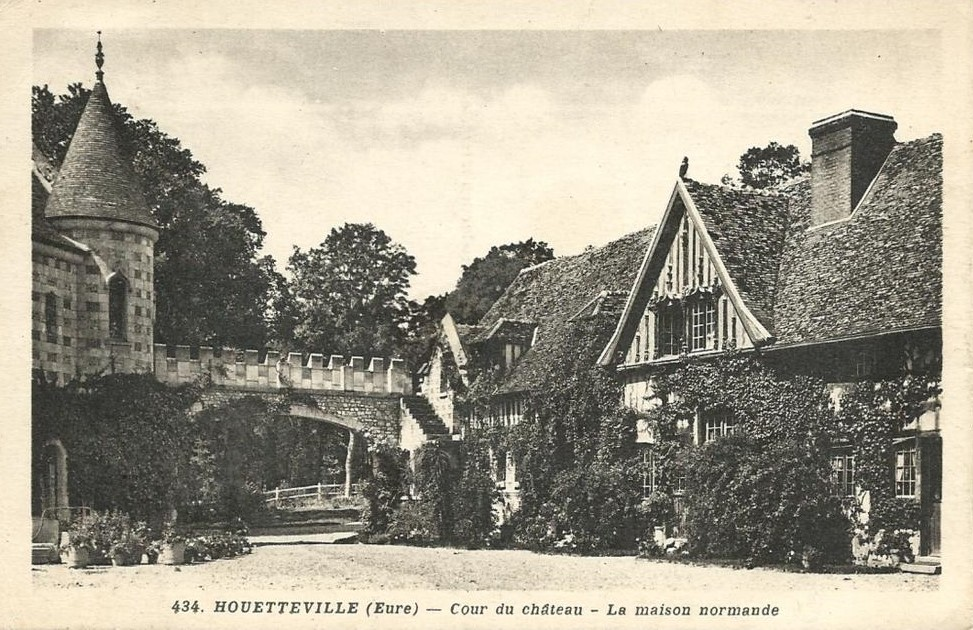
Aile du château, seul vestige du XVIe siècle, appelée "La Maison Normande"

Le château est reconstruit par les Oinville. Il resterait de cette époque l’aile des actuels communs dont une cheminée gothique typique de la "Première Renaissance" et des poutraisons moulurées caractéristiques, une tour et des fondations faites en pierres de la Ferrière-sur-Risle, réputées pour leur robustesse.
- 1550-1560 : Pierre d’Oinville, son fils.
- 1562-1567 : Jean d’Oinville, son fils.
- 1573-1588 : Philippe d’Oinville, son fils. À l’occasion de la naissance d’un de ses enfants, nommé par le roi Henri III, en 1588, il fait construire la chapelle de Platemare.
- 1598-161l : Antoine d’Oinville, son fils.
- 1650-1667 : Louis d’Oinville, son fils.
- 1670 : Jeanne-Marie d’Oinville, sa fille, épouse de Charles Tesson, écuyer.

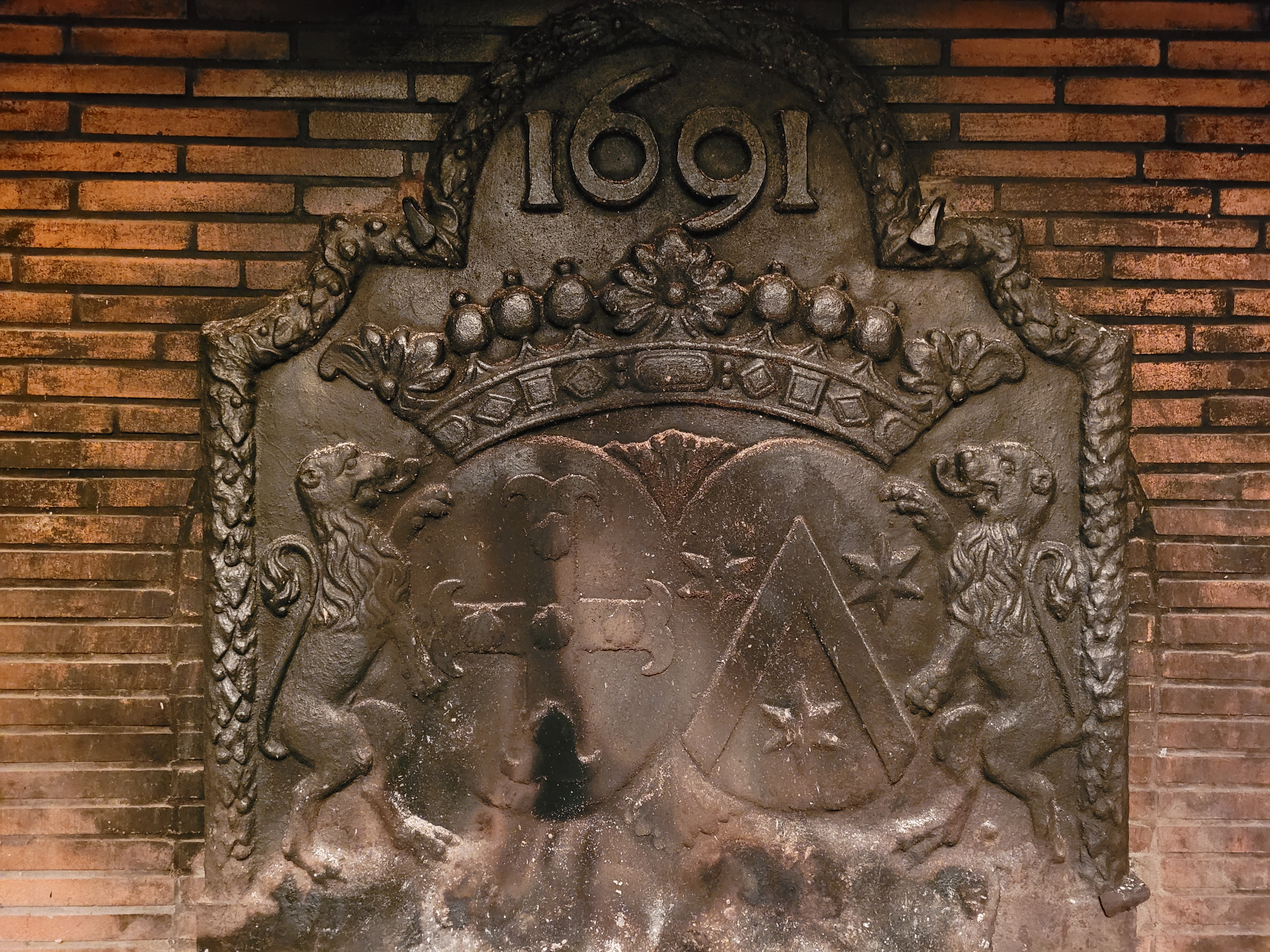
Plaque de cheminée, dans la salle à manger, aux armes La Luzerne de Beuzeville et Pommereul, datée de 1691.

Présence d’une plaque de cheminée, dans la salle à manger, aux armes d’alliance de Guy-César de La Luzerne, Marquis de Beuzeville (1661-1736) et de Madelaine-Françoise de Pommereul, datée de 1691.
- 1700-1752 : Angélique Tesson, leur fille, épouse de Marc François de Chalon d’AubervilIe, Baron de Crestot, Conseiller au Parlement, Grand Echanson de Normandie, mort le 08/08/1752 et inhumé dans le cœur de l’église paroissiale.

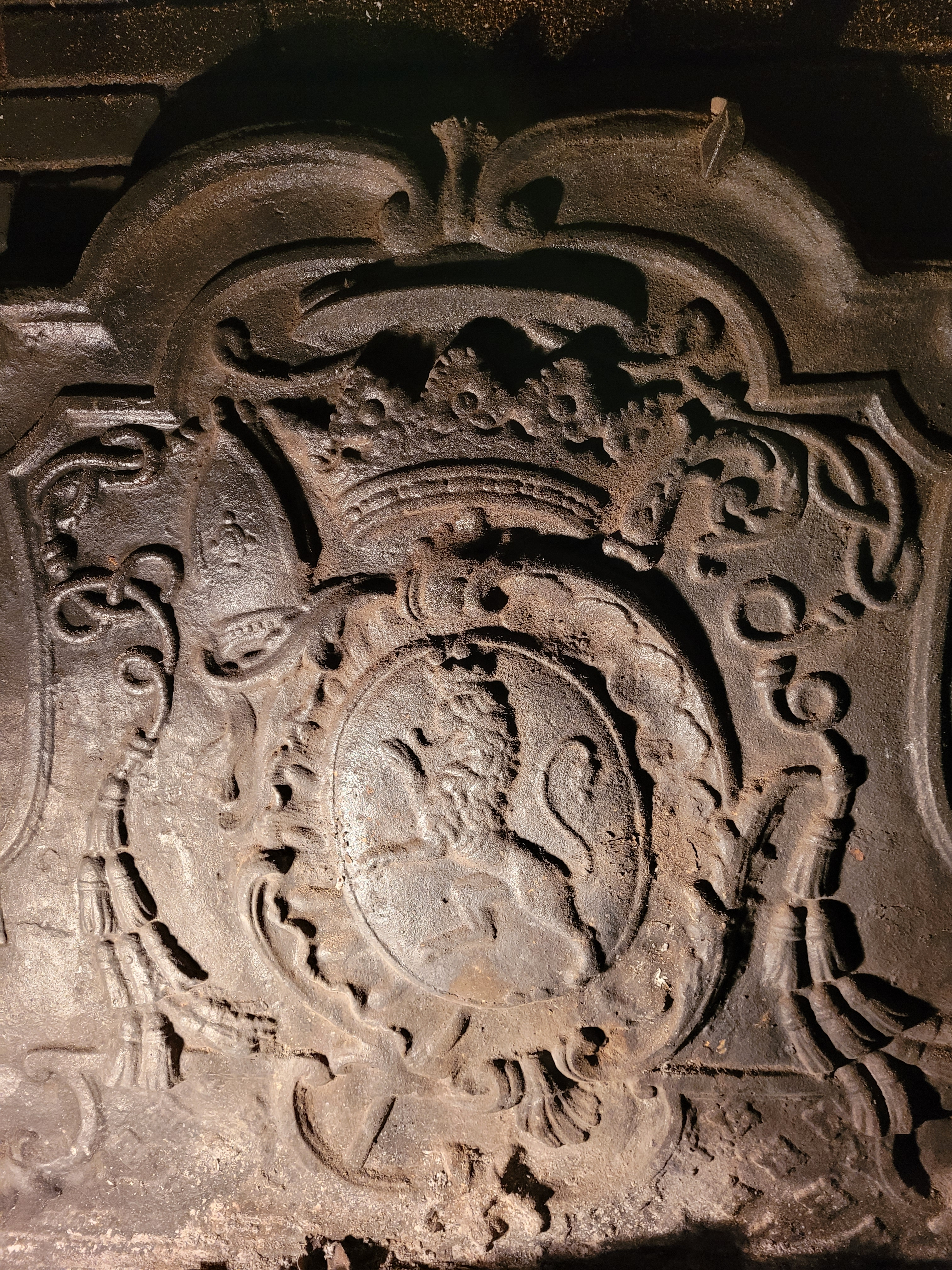
Plaque du Fumoir aux armes de l'Archevêque de Rouen

Présence d’une plaque de cheminée aux armes de l’Archevêque de Rouen : étant données les similitudes de leurs armoiries respectives il s’agirait soit de Claude-Maur d'Aubigné (1658-1719) soit de Nicolas de Saulx-Tavannes (1690-1759), dans les deux cas datant de la 1re moitié du XVIIIe siècle.
- 1752-1760 : Marie Constance de Chalon, sa fille, épouse du comte Charles Philippe Roger de Marle, seigneur de Lisors où il réside, Capitaine au Régiment Royal des Vaisseaux.
- 1761-1789 : Louis Antoine de Marle, Chevalier de l’Ordre Militaire de Saint-Louis, ancien Capitaine au Régiment Royal des Vaisseaux, Seigneur de Houetteville et de Lisors où il réside.

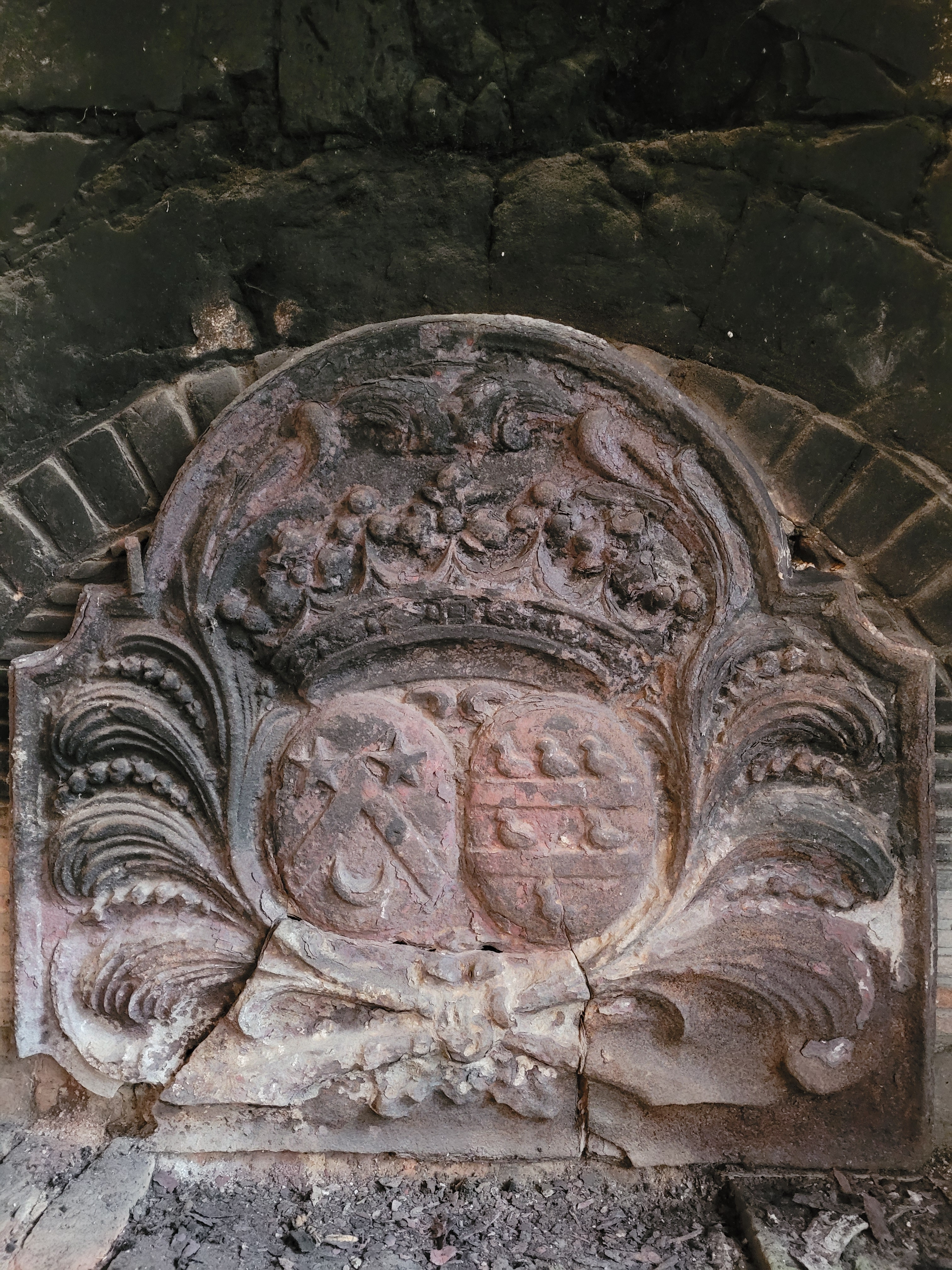
Plaque armoriée de cheminée dans l'aile du XVIe siècle.

Dans l’aile du XVIe siècle, présence d’une plaque de cheminée armoriée', figurant des armes d’alliances : blason de dextre : « D'argent, à deux fasces d'azur, accompagné de six merlettes de gueules, posées 3,2,1»: Famille de Sainte-Marie d’Equilly (Cotentin) ; blason de senestre : «Au chevron, accompagné en chef, de deux étoiles et en pointe d’un croissant (posé à l’horizontale) : famille Asselin de Villequier ».

### Le château des Hardy, auxXVIIIeetXIXesiècles

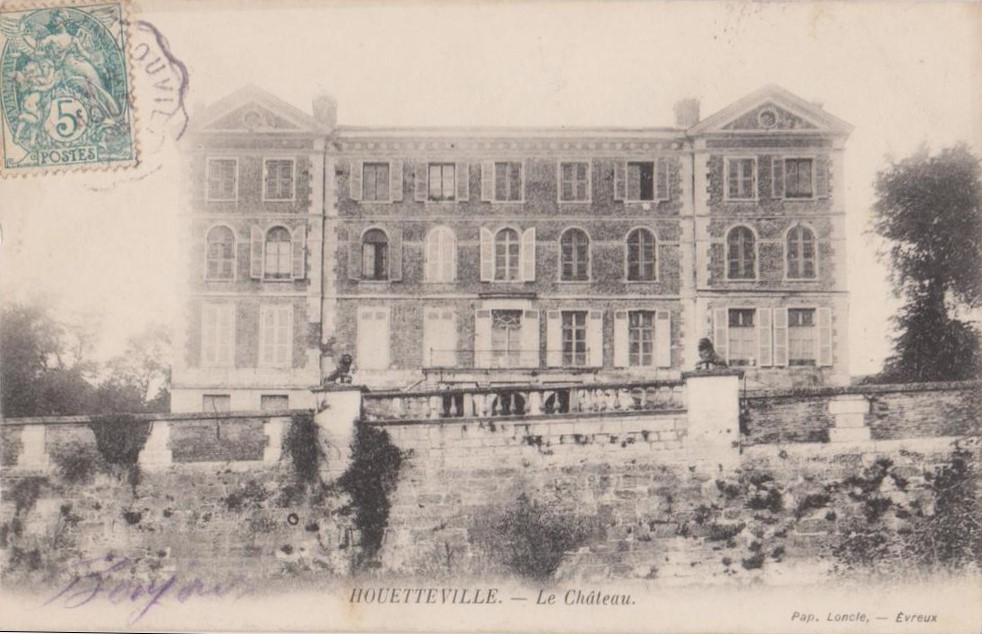
Ancien château construit par la famille Hardy, vers 1900

Sous la restauration, Mademoiselle de Marle possédait Lisors et Houetteville qu’elle vendit en viager “des suites d’un bal’ à son oncle, Monsieur Dominique Marie Alexandre Policarpe Hardy (1767-1835), déjà propriétaire du château d’Amfreville, ancien Maire d’Amfreville-sur-Iton (1795-1799, 1810-1830).
«C’est à ce dernier qu’il faut attribuer la construction du château néoclassique, caractéristique des années 1830, avec sa haute façade régulière encadrée de pavillons coiffés de frontons triangulaires.». Il subsiste de cette époque le corps central et le double perron monumental côté vallée ainsi que toutes les ferronneries que l’on retrouve ici et là. Les murs, avec les piliers et les grilles du parc datent également de cette époque. Une échauguette, plus typique du goût romantique, située coin du mur de soutènement de la grande terrasse, porte les armoiries des Hardy.
- 1835-1875 : Rosalie Alexandrine Hardy, épouse de César Hardy de La Chesnaie son cousin.

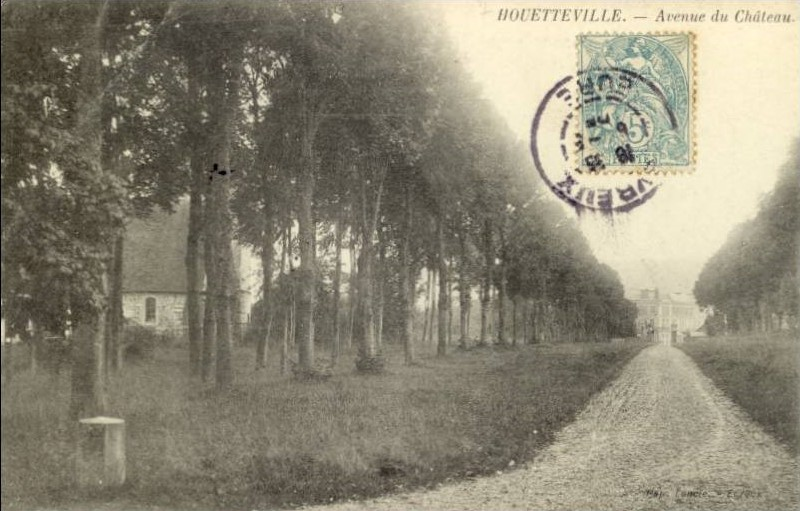
Avenue d'entrée du château dite "Allée de l'Empereur", vers 1900

Leur fille Hermine Hardy de La Chesnaie (1838-1916) épouse François Albert des Mares, Marquis de Trébons (1837-1908). Elle est inhumée dans le cimetière de Houetteville.
Leur nièce Fortunée Marie Hardy de La Chesnaye, épouse en 1854 Monsieur Paul Achille Pouyer (1792-1902), Président du Tribunal Civil de Rouen, avocat fortuné, qui rénova les châteaux d’Amfreville et de Houetteville (carrelage du logis...) et construisit des fermes modèles à Lisors et à Amfreville. Veuve en 1885, elle se retira en Corrèze où elle décéda, au château de Montaignac.
Les tilleuls bordant la grande avenue qui mène au portail et à la cour d’honneur du château furent plantés à l’occasion de la venue de Napoléon III au château (soit en 1858, lors de son passage à Evreux, soit en 1868 lors de son passage à Louviers), c’est pourquoi l’avenue d’entrée du château est depuis surnommée «Allée de l’Empereur».
En commémoration de cet événement, un portrait officiel de l’Empereur de 1861 est toujours présent au château, peint par Hippolyte Flandrin (1809-1864) et Eugénie Montpellier, élève de Rosa Bonheur
Le Comte Fernand de Trébons (1860-1952) épouse en 1887 au château Mademoiselle Blanche de Mare (1866-1951).
Le faire-part de ce mariage le 15 juin 1887 est toujours conservé au château.
1920 : Monsieur Garny de La Rivière

### Le château des Pellerin, auXXesiècle
- 1930-1945 : Madame Pellerin

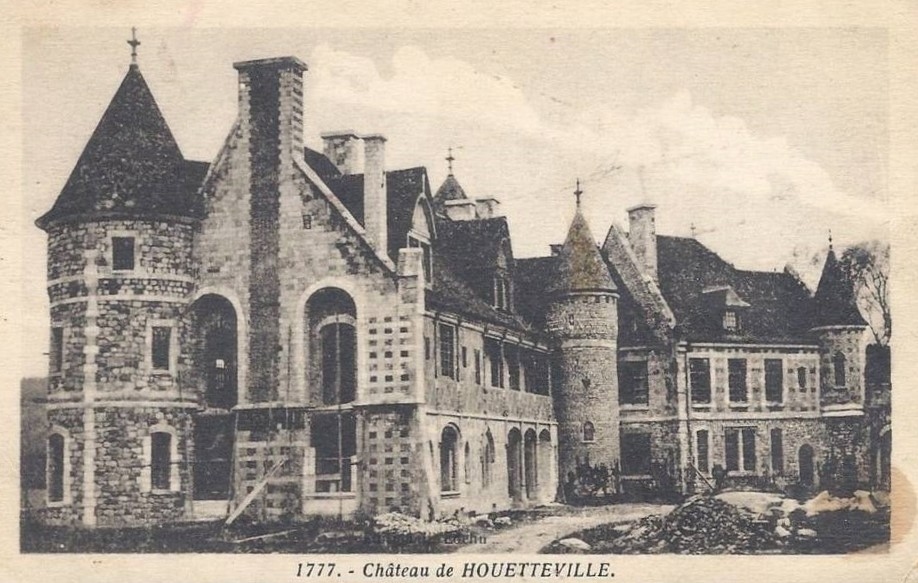
Château actuel, en travaux, vers 1935

Vers 1935, elle entreprend de grands travaux qui durèrent jusqu’à la guerre: Le château précédent fut remanié dans un style mi-féodal, mi- Renaissance, dans un goût librement inspiré de Viollet-le-Duc, en y incorporant une conception plus moderne permettant de faire pénétrer la lumière. Selon Fabien Bellat l’architecte qui réalisa ces transformations est incontestablement Henri Jacquelin, celui-là même qui avait restauré en 1907-08 le château Saint-Hilaire à Louviers. On utilisa alors des matériaux anciens: pierres de Grison, moëllons et solives récupérés dans des ruines médiévales, notamment celles du château de Moulin-Chapel, qui avaient été rasées au début du XXe siècle.

Les travaux de reconstruction, interrompus en 1940, ne furent terminés qu'après-guerre, comme peuvent en témoigner certaines cartes postales. Houetteville est donc probablement le dernier château de France.

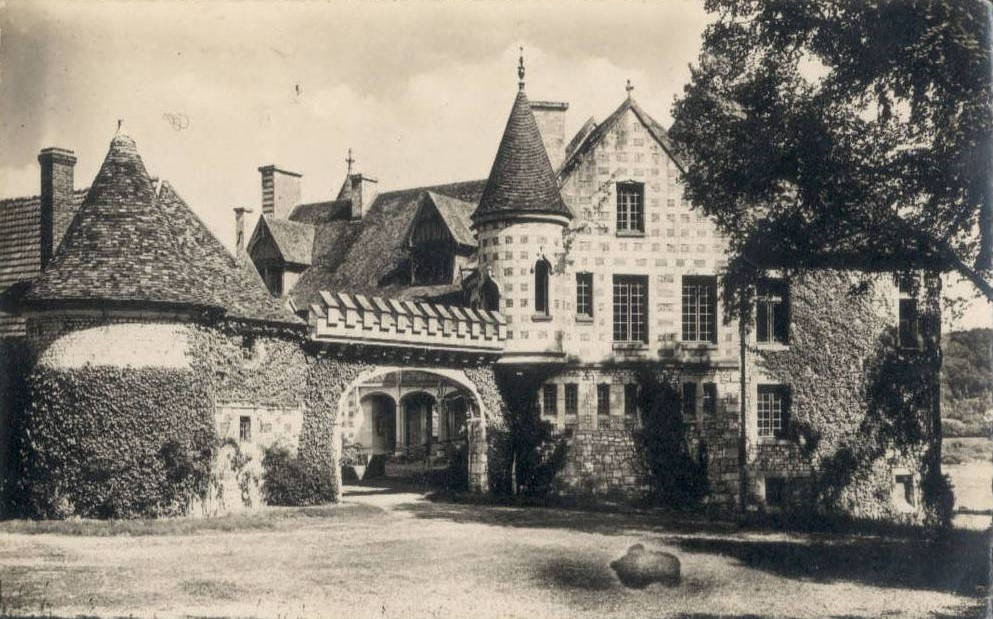
Le château, côté cour, en 1949

Durant l’Occupation, Madame Pellerin cacha des aviateurs américains dans ses caves, notamment les rescapés de l’avion abattu le 14/07/1943 à Bérengeville :
- Commandant Clé Harrisson (USA)
- Sergent Davis Polk Jefferson (USA - Oklahoma)
- Sergent Mac Neman (USA - Virginie)
- Sergent Jack Conwald (USA), mécanicien

Des habitants se souviennent avoir vu des soldats noirs-américains, hébergés dans les souterrains du château et soignés clandestinement par le Docteur Bobet, médecin d’Acquigny, vers 1943-1944.

### De nos jours
- 7 mai 1963 : Les Delamare-Deboutteville (héritiers des Pellerin) cèdent la propriété au Professeur Chiche, originaire d’Alger et propriétaire de cliniques à Paris, qui remet la propriété au goût du jour et replante le parc actuel[11].
- 13 aout 1977 : Le Professeur Chiche et son fils sont témoins de l’atterrissage d’un OVNI au pied du château. Cet événement étrange a donné lieu à une enquête de Gendarmerie, diligentée par la brigade spécialisée de Pont-Audemer et à des constatations en présence de Madame Saint-Laurent, Maire de Houetteville et de l’astrophysicien Jean-Pierre Petit. Un article des Lumières dans la nuit relate les faits.
- 5 juillet 1999 : Après son décès, sa veuve Arlette Chiche vend la propriété à un couple d'américains: Mr John Willis, inventeur et industriel, et à sa femme Judy (SCI Le Petit Val), originaires de Caroline du Nord (USA), qui entreprennent de grands travaux, dont il subsiste des fresques dans la chambre de maître et de nouvelles dépendances.
- 22 février 2006 : la société Middleton Chateau Limited devient propriétaire pour réaliser un hôtel qui ne verra jamais le jour[11][source insuffisante].
- En 2011, le château est acquis par une société privée qui entretient les lieux, de concert avec une association de sauvegarde[11].
- Le 17 octobre 2021, le pianiste russe Boris Spassky se produit dans le grand salon du château[réf. nécessaire].

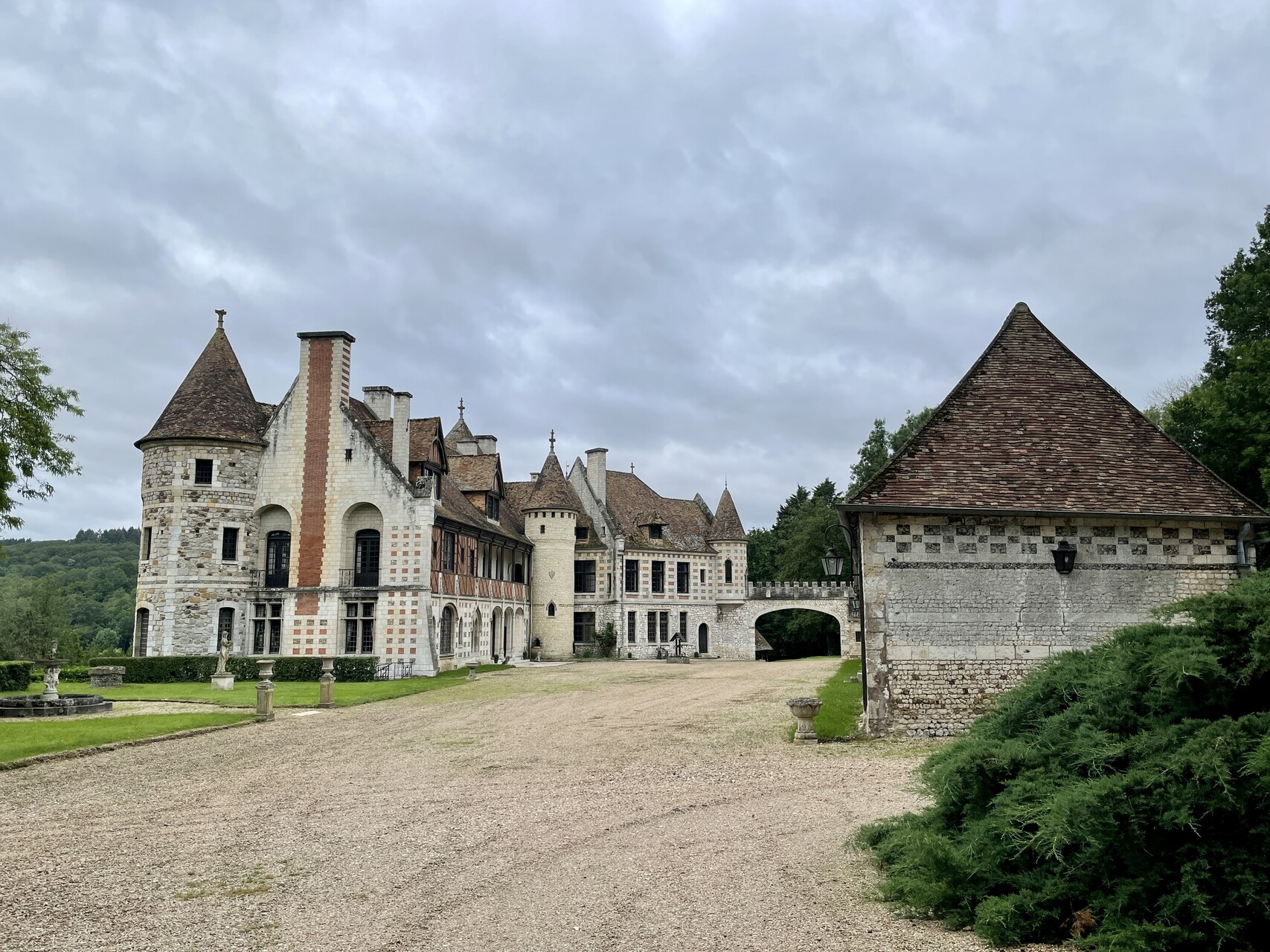
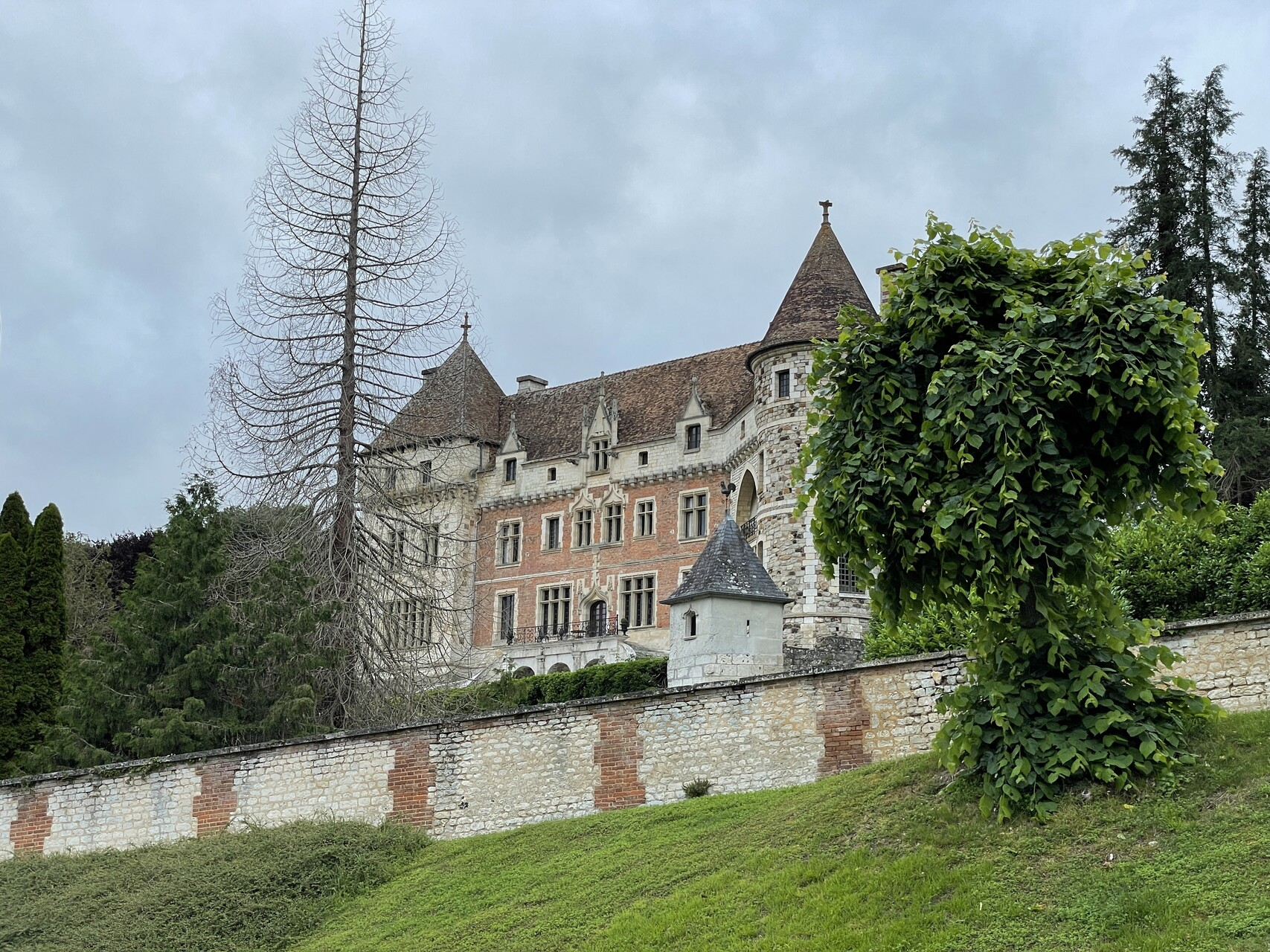
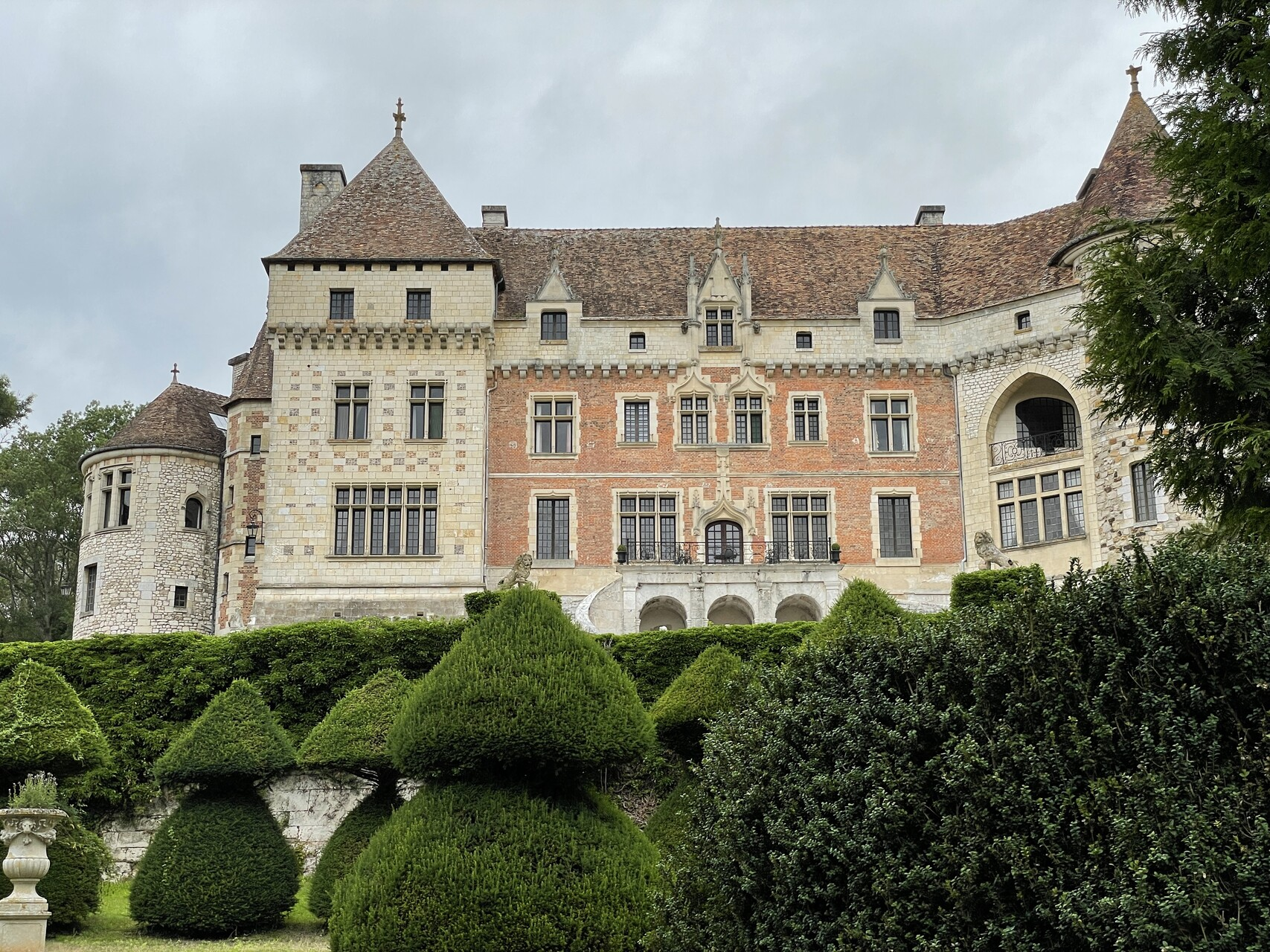